# Alto Jequitibá
Pour les articles homonymes, voir Alto (toponyme).
Alto Jequitibá est une municipalité brésilienne de l'État du Minas Gerais et la microrégion de Manhuaçu.